# Pau Verde
Pau Verde es una localidad caboverdiana del municipio de Santa Catarina.

## Geografía
La localidad está situada en la isla de Santiago.

## Organización territorial
La localidad abarca los lugares y barrios de:
- Achadinha
- Chã de Fonte
- Covada
- Cutelo
- Lém d'Achada
- Padjero
- Pau Verde
- Ponta d'Achada
- Riba Monte